# Spytice

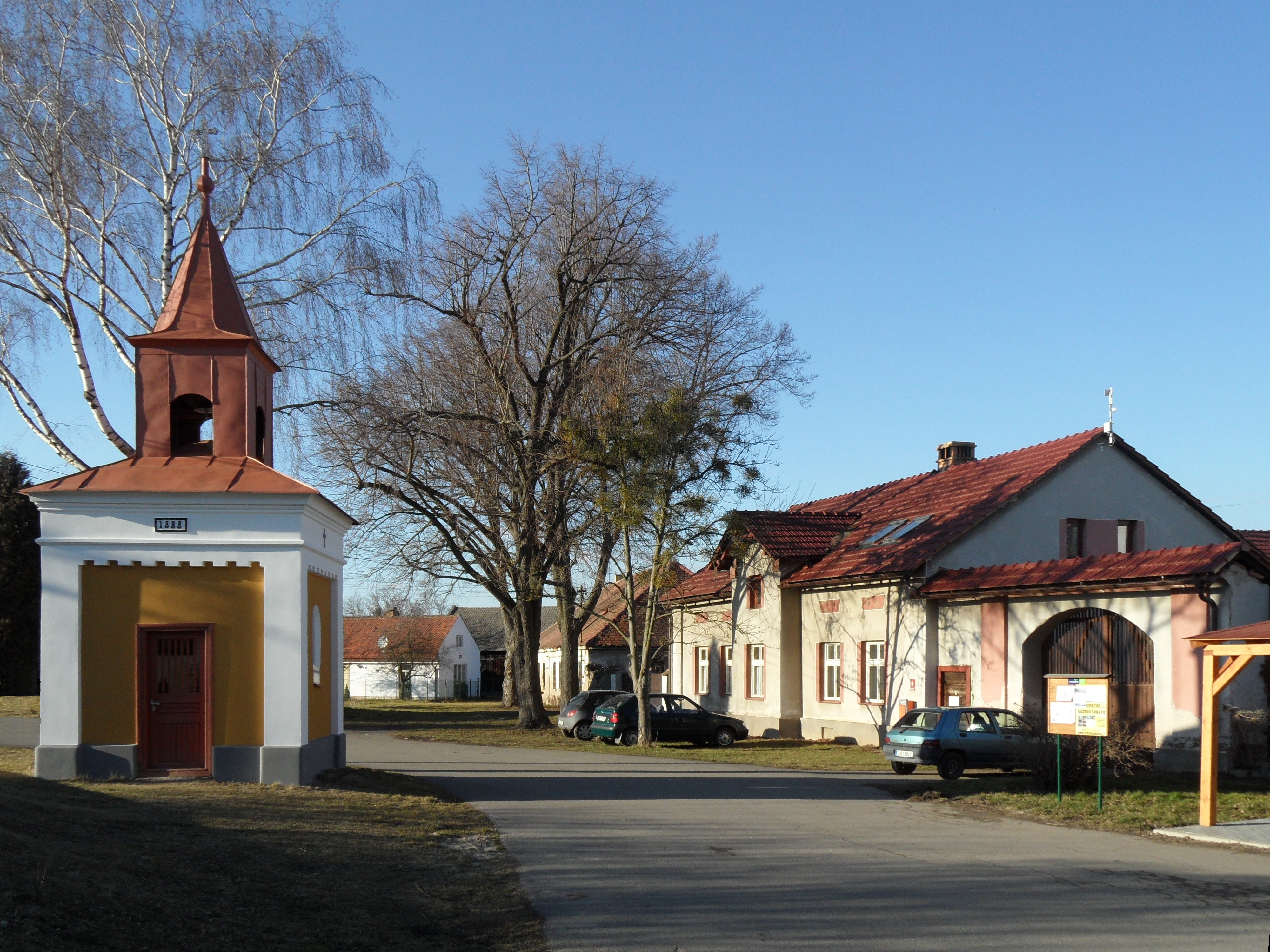
Dorfplatz mit Kapelle

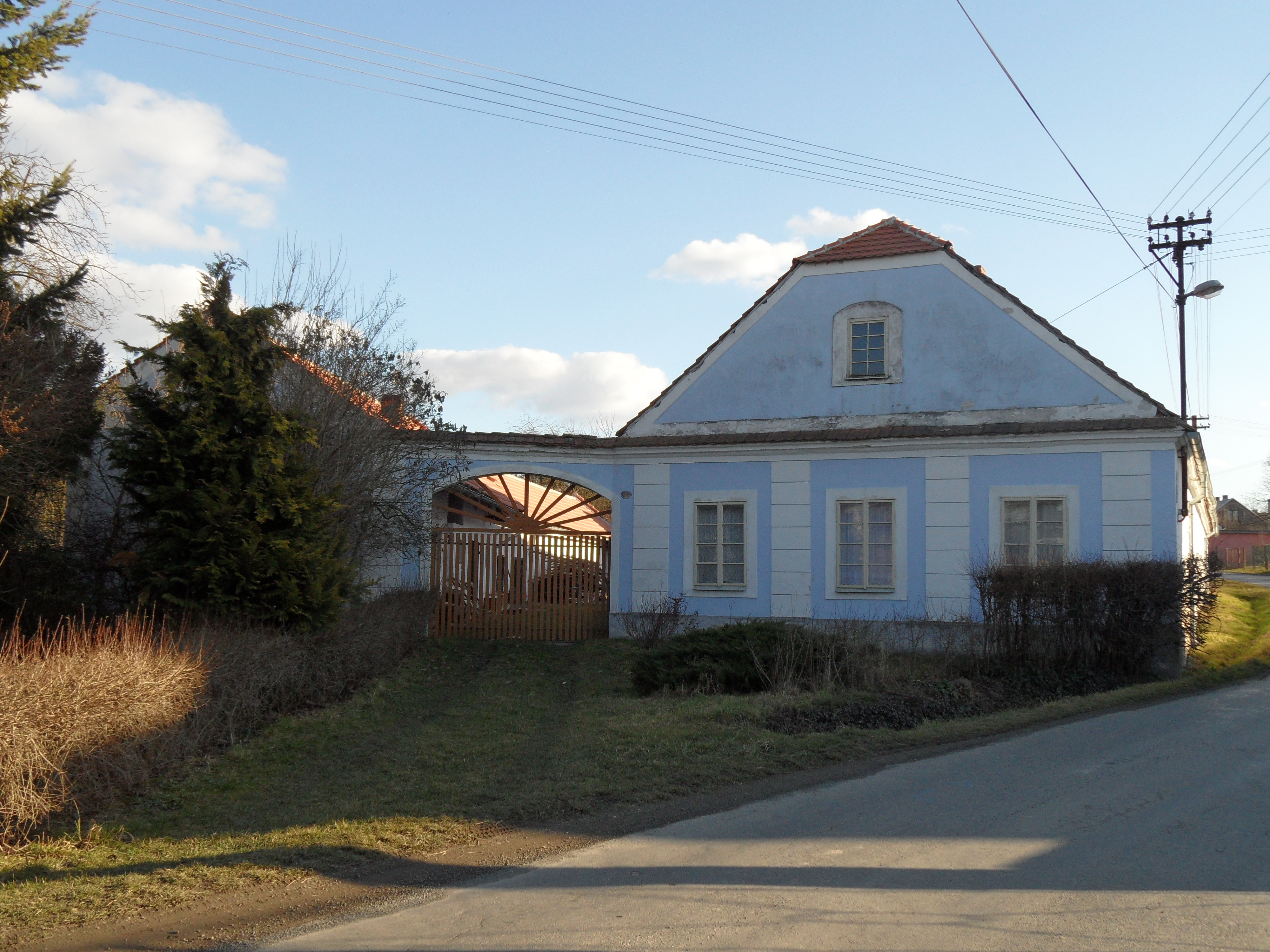
Haus Nr. 13

Spytice (deutsch Spititz) ist ein Ortsteil der Minderstadt Vilémov in Tschechien. Er liegt drei Kilometer nördlich von Vilémov und gehört zum Okres Havlíčkův Brod.

## Geographie
Spytice befindet sich auf einer Hochfläche zwischen den Tälern der Hostačovka und Doubravka in der Hornosázavská pahorkatina (Hügelland an der oberen Sázava). Östlich erhebt sich der Na Hradci (343 m n.m.), im Süden der Šibeniční vrch (352 m n.m.). Gegen Südwesten liegt der Teich Jezuitský rybník, südlich der Sirákovický rybník.
Nachbarorte sind Biskupice, Kněžice und Mladotice im Norden, Třemošnice und Moravany im Nordosten, Bučovice im Osten, Heřmanice und Úhrov im Südosten, Vilémov und Klášter im Süden, Sirákovice im Südwesten, Potěšilka, Jezuitský Mlýn, Na Doubravě und Stupárovice im Westen sowie Skryje, Hostačov und Zvěstovice im Nordwesten.

## Geschichte
Die erste schriftliche Erwähnung des Dorfes erfolgte 1369 unter den Gütern des Benediktinerstiftes Wilmzell. Nachdem das Kloster 1421 von den Hussiten zerstört worden war, bemächtigte sich Hertvík von Rušínov auf Lichtenburg des Dorfes. Beneš Beneda von Nečtiny, der das Gut Spytice zum Ende des 16. Jahrhunderts erworben hatte, die mehrere Bauernhöfe anlegen. Im 17. Jahrhundert brannte die Feste Feste Spytice ab, statt ihrer wurde in Zvěstovice eine neue Feste errichtet. In der Folgezeit wechselten sie Besitzer häufig; eine Zeitlang gehörte das Dorf zur Herrschaft Ronov nad Doubravou, danach wurde das Dorf an die Herrschaft Jeníkov angeschlossen. Nach dem Tode von Martin Maximilian von der Goltz forderten die von ihm eingeführten Jesuiten 1653 die Güter Sirákovice und Spytice ein und erhielten diese für 30.000 Gulden. 1659 kaufte Johann Dietrich von Ledebur die Güter Zvěstovice, Sirákovice und Spytice zur Herrschaft Jeníkov zu. Nach dem von Ledebur 1672 von den Jesuiten nach 16-jährigem Streit gerichtlich zur Einhaltung des Goltzschen Vermächtnisses gezwungen wurde, fielen die Güter Sirákovice und Spytice wieder dem Orden zu. Im Zuge der Aufhebung des Jesuitenordens wurden beide Güter 1773 Besitz der böhmischen Kröne. Königin Maria Theresia überließ die Güter zwei Jahre später dem Besitzer der Herrschaft Goltsch-Jenikau, Leopold Kolowrat-Krakowský, für 20.000 Gulden mit der Bedingung, diese anstelle der Jesuiten mit tauglichen Pfarrern und Lehrern zu versehen.
Im Jahre 1840 bestand das im Caslauer Kreis gelegene Dorf Spititz aus 29 Häusern, in denen 170 Personen, darunter zehn protestantische und eine jüdische Familie lebten. Nach Spititz konskribiert war das einschichtige Wirtshaus Potieschilka. Katholischer Pfarrort war Kloster, die Protestanten hatten ihr Pastorat in Wilimow. Bis zur Mitte des 19. Jahrhunderts blieb Spititz der Herrschaft Goltsch-Jenikau untertänig.
Nach der Aufhebung der Patrimonialherrschaften bildete Spytice ab 1849 mit dem Ortsteil Zvěstovice eine Gemeinde im Gerichtsbezirk Habern. Ab 1868 gehörte der Ort zum Bezirk Časlau. 1869 hatte Spytice 214 Einwohner und bestand aus 29 Häusern. Zvěstovice löste sich in den 1870er Jahren von Spytice los und bildete eine eigene Gemeinde. In der zweiten Hälfte des 19. Jahrhunderts entstand eine zweiklassige Dorfschule. Im Jahre 1900 lebten in Spytice 194 Menschen, 1910 waren es 181. 1930 hatte Spytice 214 Einwohner und bestand aus 35 Häusern. Seit der Gebietsreform von 1960 gehört das Dorf zum Okres Havlíčkův Brod. 1961 erfolgte die Eingemeindung nach Zvěstovice und 1976 nach Skryje, seit Beginn des Jahres 1989 ist das Dorf ein Ortsteil von Vilémov. Beim Zensus von 2001 lebten in den 40 Häusern des Dorfes 59 Personen. Heute sind von den 41 Häusern nur 27 dauerhaft bewohnt.

## Ortsgliederung
Zu Spytice gehören die Einschichten Na Doubravě und Potěšilka (Potieschilka). Der Ortsteil bildet einen Katastralbezirk.

## Sehenswürdigkeiten
- Kapelle auf dem Dorfplatz, erbaut 1888
- Mehrere denkmalgeschützte Bauernhäuser.
- Keltische Burgstätte auf dem Na Hradci